# Torquato Tasso (film 1914)
Torquato Tasso è un film muto del 1914 diretto da Roberto Danesi, tratto dall'omonima versione cinematografica del 1909 e ispirato ad alcuni episodi della vita dello scrittore durante il suo periodo presso la corte degli Este come il suo amore per Eleonora d'Este, la prigionia e la fuga dal castello. Venne girato nel Castello di Ferrara.

## Trama

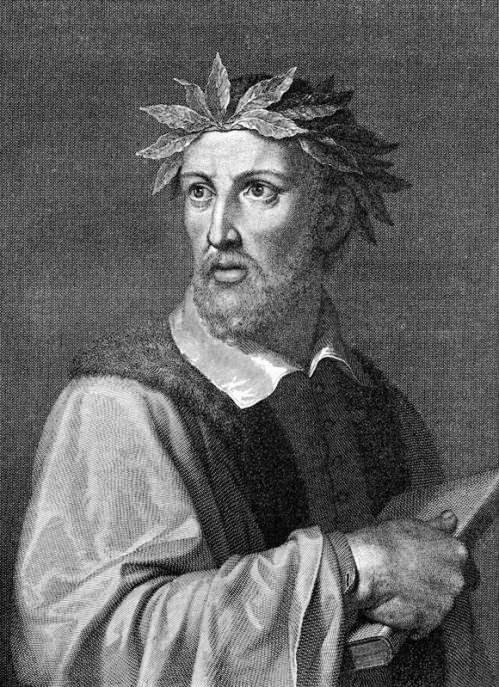
Incisione raffigurante Torquato Tasso

Nel 1565 il ventenne Torquato Tasso si reca a Ferrara per intraprendere la carica di intellettuale e scrittore di corte del duca Alfonso II d'Este. Tasso con grande maestria amministrerà la cultura per conto del duca e si innamorerà anche di tre dame: di Lucrezia, di Laura e della duchessa Eleonora, più grande di lui di circa vent'anni. A causa del nuovo clima che si inizia a respirare in Italia, ossia quello dell'avvento della Controriforma della Chiesa di Roma dopo il Concilio di Trento, Torquato Tasso assieme a tutti gli altri intellettuali inizierà a soffrire profondamente perché impedito di comporre qualsiasi opera se non abbia per tema la religione cattolica e l'amore per Dio. Tasso sarà molto amareggiato per questo e a causa del suo debole stato mentale, inizierà a manifestare i primi segnali di pazzia. Inoltre un altro fatto che conduce il poeta a rendere marcato ancora di più il suo "bipolarismo" è la compassione che prova per la sua corte dove risiede: mediocre e semplice in campo culturale. Tuttavia grazie all'amore che prova per Lucrezia ed Eleonora, Tasso passa i momenti più felici della sua vita, componendo moltissime poesie, sonetti e rime in loro onore, di tema encomiastico ed esaltanti il potere della Chiesa Cattolica. Ma purtroppo per Tasso tornano i dolori perché, dopo aver concluso la stesura dell'Aminta, il poeta compone e porta al Tribunale della Santa Inquisizione una prima stesura del poema eroico-cavalleresco Gerusalemme liberata (1575). Non essendo contento però del suo lavoro, Tasso corregge e ricorregge l'opera fino all'esasperazione. Nel frattempo, trovandosi sempre più in difficoltà nell'ambiente cortigiano, Tasso, scoperto inoltre dal duca Alfonso riguardo alla tresca amorosa che aveva con Eleonora, sua favorita, manifesta l'ennesimo stato di demenza mentale, ferendo gravemente un servo, credendo di essere spiato mentre componeva i suoi versi. La nobiltà presente accusa Tasso di pazzia e, con l'aiuto di altri nemici di Tasso intellettuali e grazie all'invidiosa Accademia della Crusca, Tasso viene internato nell'Ospedale di Sant'Anna, dove erano rinchiusi i pazzi più pericolosi della zona. Anche lì però Tasso continua a scrivere le sue poesie e, uscito dopo oltre dieci anni di prigionia, si ritrova costretto a vagare per tante città dell'Italia, tra le quali Napoli, Sorrento e infine Roma, dove muore nel Convento di Sant'Onofrio per una malattia nel 1595.